# Raikot
Raikot è una città dell'India di 24.738 abitanti, situata nel distretto di Ludhiana, nello stato federato del Punjab. In base al numero di abitanti la città rientra nella classe III (da 20.000 a 49.999 persone).

## Geografia fisica
La città è situata a 30° 38' 60 N e 75° 35' 60 E e ha un'altitudine di 770 m s.l.m..

## Società

### Evoluzione demografica
Al censimento del 2001 la popolazione di Raikot assommava a 24.738 persone, delle quali 13.014 maschi e 11.724 femmine. I bambini di età inferiore o uguale ai sei anni assommavano a 2.946, dei quali 1.618 maschi e 1.328 femmine. Infine, coloro che erano in grado di saper almeno leggere e scrivere erano 16.345, dei quali 9.110 maschi e 7.235 femmine.